# Clément Beaune
Clément Beaune (sinh năm 1981) là Bộ trưởng phụ trách các vấn đề châu Âu trong chính phủ Pháp, được bổ nhiệm vào ngày 26 tháng 7 năm 2020.

## Đời tư
Vào tháng 12 năm 2020, Beaune công khai mình là người đồng tính trong một cuộc phỏng vấn với tạp chí phong cách sống LGBT của Pháp, Têtu. Beaune cho biết anh muốn chứng tỏ rằng đồng tính "không phải là trở ngại" để trở thành bộ trưởng chính phủ, và lên án kỳ thị đồng tính ở các nước châu Âu khác. “Tôi không muốn mọi người nói rằng tôi đang đấu tranh chống lại các khu vực ‘không dành cho LGBT’ vì tôi là người đồng tính,” anh nói.  “Sẽ là xúc phạm nếu nói rằng tôi đang dẫn đầu cuộc chiến đó cho chính mình. … Tuy nhiên, với tư cách là Bộ trưởng phụ trách các vấn đề châu Âu, tôi có một trách nhiệm bổ sung. Tôi phải chiến đấu để có được sự khoan dung”. Trong cùng một cuộc phỏng vấn, Beaune thông báo rằng anh có kế hoạch đến thăm các thành phố “không dành cho LGBT” tại Ba Lan vào đầu năm 2021. Anh cũng định gặp một nhóm bảo vệ quyền phá thai tại Ba Lan. Trong cùng một cuộc phỏng vấn năm 2020, Beaune tiết lộ lý lịch gia đình của anh bao gồm những người thân Do Thái bị trục xuất trong The Holocaust.
Beaune là một người đam mê môn đấu kiếm.